# Prachatice
Prachatice (in tedesco Prachatitz) è una città della Repubblica Ceca, capoluogo del distretto omonimo, in Boemia Meridionale.

## Storia
Statistiche popolazione
- 1869: 4 911 abitanti
- 1900: 5 573
- 1930: 5 926
- 1950: 5 130
- 1961: 5 381
- 1970: 7 100
- 1980: 10 354
- 1991: 11 805
- 2001: 11 977

## Amministrazione

### Gemellaggi
La città è gemellata con:
.  🇮🇹  Impruneta
- Ignalina
- Mezőtúr
- Castrocaro Terme e Terra del Sole